# Philodromus leucomarginatus
Philodromus leucomarginatus là một loài nhện trong họ Philodromidae.
Loài này thuộc chi Philodromus. Philodromus leucomarginatus được Kap Yong Paik miêu tả năm 1979.